# Tarachidia georgica
Tarachidia georgica là một loài bướm đêm trong họ Noctuidae.